# Рашер, Сигурд
Си́гурд Ма́нфред Ра́шер (нем. Sigurd Manfred Rascher; 15 мая 1907, Эльберфельд, ныне Вупперталь — 25 февраля 2001, Шушан, штат Нью-Йорк) — немецкий и американский саксофонист, один из наиболее значительных исполнителей на этом инструменте в XX веке.
Учился в Штутгартской Высшей школе музыки, которую окончил в 1930 по классу кларнета Филиппа Драйсбаха, после чего принял решение стать саксофонистом. В течение нескольких лет преподавал в музыкальных школах и играл в духовых оркестрах, затем получил место профессора класса саксофона в консерваториях Копенгагена (1933) и Мальмё (1934), где работал до 1938 года.
Вскоре Рашер уехал в США, где 11 ноября 1939 в Карнеги-холле впервые сыграл концерт с Нью-Йоркским филармоническим оркестром под управлением Джона Барбиролли, а затем — с Бостонским симфоническим оркестром, став первым в истории саксофонистом, выступившим с сольной программой в рамках концертного сезона. Через год с большим успехом прошли концерты музыканта в Вашингтоне, и он принял решение окончательно обосноваться в США. Вместе с женой, которая в 1941 также покинула Европу, они приобрели дом в небольшом городке Шушан на севере штата Нью-Йорк, где прожили почти 60 лет.
После окончания Второй мировой войны Рашер возобновил концертную карьеру, выступая как в США, так и в Европе. За свою творческую карьеру саксофонист играл более чем с 250 оркестрами по всему миру. В 1969 он основал Квартет саксофонов Рашера (один из первых подобных ансамблей в мире), который много выступал и записывался. Сыграв в 1977 свой прощальный концерт, Рашер занялся преподаванием. Он работал в Джульярдской и Манхэттенской школах музыки, а также давал многочисленные мастер-классы. Многие его ученики сами стали известными исполнителями и преподавателями. Рашер преподавал до середины 1993 года, после чего из-за ослабленного здоровья вынужден был уйти на покой. Музыкант умер в 2001 году в возрасте 93 лет.

## Творчество
Рашер — один из крупнейших классических саксофонистов XX века. К его заслугам можно отнести как факт окончательного возвращения саксофона в классическую музыку после нескольких десятилетий забвения, так и открытие новых возможностей самого инструмента: Рашер расширил его диапазон с двух с половиной почти до четырёх октав, открыв новые горизонты как для исполнителей, так и для композиторов, которые теперь могли более свободно распоряжаться звучанием инструмента. Исполнение Рашера отличалось блестящей техникой, мягкостью тона, глубокой экспрессивностью. Музыканту посвящено около 150 сочинений композиторов-современников, среди которых — Концерт Глазунова, Камерное концертино Ибера, Соната для саксофона и фортепиано Хиндемита и многие другие.